# Hets Hatsafon
Hets Hatsafonc is een voormalige eendaagse wielerwedstrijd die jaarlijks werd verreden rondom Baram, een kibboets in het noorden van Israël. De wedstrijd werd vanaf 2011 georganiseerd en stond in 2016 eenmalig op de kalender van UCI Europe Tour, met een classificatie van 1.2. Deze editie werd gewonnen door de Israëliër Guy Gabay.
In 2017 stond Hets Hatsafon weer enkel op de nationale kalender en vanaf 2018 werd de wedstrijd niet meer georganiseerd.